# 圣费利斯 (奇里基省)
圣费利斯是巴拿马奇里基省圣费利斯区的一个城市。 该市面积为55.7平方（21.5平方英里），2010年时人口为2,972，故其人口密度为53.4名居民每平方（138名居民每平方英里）。 1990年时人口为1,680，2000年时人口为2,443。